# Edoardo Martino
Pour les articles homonymes, voir Martino.
Edoardo Martino né le 20 avril 1910 à Alexandrie et mort à Rome le 5 décembre 1999 est un homme politique italien  membre du Parti démocrate-chrétien (DC), qui a été commissaire européen de 1967 à 1970.

## Biographie
Edoardo Martino a étudié à l'Université de Pise. Il a servi dans l'armée italienne pendant la Seconde Guerre mondiale, et après l'Armistice de Cassibile en 1943  il participe à la résistance contre l'occupation allemande en Italie.
Après la guerre il devient professeur à Rome. De 1948 à 1953, il est affilié au groupe des démocrates chrétiens de la Chambre des députés italienne . De 1958 à 1967, il a été membre du Parlement européen, puis il a repris jusqu'en 1970 le Poste de Commissaire chargé des relations extérieures de la Commission Rey.

## Source de traduction
- (de) Cet article est partiellement ou en totalité issu de l’article de Wikipédia en allemand intitulé « Edoardo Martino » (voir la liste des auteurs).